# لانغشلاغ
لانغشلاغ (بالألمانية: Langschlag) هي بلدية في منطقة زويتل في ولاية النمسا السفلى.